# アイルランドの経済

アイルランドはヨーロッパの中で労働生産性が高い国の一つである。OECD, 2012年

アイルランドの経済（アイルランドのけいざい）では、アイルランドの国民経済について記述する。

## 概要
アイルランド経済は他のヨーロッパ諸国と比べて小規模で、外国との貿易に大きく依存している。独立後は長らく欧州の最貧国のひとつであったが、1990年代に入ってから爆発的な急成長を遂げ、1995年から2000年の経済成長率は10%前後であり、世界において最も経済成長を遂げた国のひとつであった。
以前経済の中心をなしていた農業は産業の工業化により重要度が低下した。現在では工業はGDPの46%、輸出額の80%、雇用の29%を担っている。
2000年代前半のアイルランド経済の力強い成長は輸出が寄与するところが大きいが、国内における個人消費および建設、設備投資による影響も見逃せない。好調な経済に伴い2000年代初頭のインフレ率は4%から5%で推移していたが、2005年度には2.3%に低下した。アイルランド国民の関心を集めている住居価格は2005年2月で251,281ユーロであった。この時期の失業率は低水準を維持しており収入も順調に増加していた。しかし後述の通り、2000年代後半以降、金融不安等による経済環境の悪化で、失業率は再び10%を上回り、2011年から2012年には15%近くに達した。
世界の主要都市における調査によると、アイルランドの首都ダブリンは22番に物価の高い都市であり、2003年度の調査から2位上昇している。アイルランドはEUの中でルクセンブルクに次いで人口あたりGDPが大きい国であり、これは世界においても4位に位置している。

## 歴史

### アイルランド自由国以来
1921年に独立したアイルランド自由国はコスグレイヴ政権下にて英国の関税圏に入り、自由貿易を促進した。1932年にデ・ヴァレラが政権につくと、経済戦争を起こした。経済戦争は1938年まで続き、英国の報復関税により、英国への輸出に依存していたアイルランド経済に打撃を与えた。経済戦争が解決すると、デ・ヴァレラなどのフィアナ・フォイル政権は高関税などの高い貿易障壁を用意し、英国工業製品の輸入代替政策 を行った。1950年代には40万人もの人々がアイルランドから移民した。それは1932年以降の「経済ナショナリズム」政策が失敗であったことを証明した。1959年にデ・ヴァレラに代わり、ショーン・リーマスが政権につくと、『開発経済』という名称の公式論文にて経済政策の変更にて表明された。つまり、それまでの緊縮財政や保護貿易ではなく、外国からの投資を積極的に受け入れ、自由貿易の促進を進めるとした。
1970年代に入ると、人口が15%増加し、国民所得は年率4%増加した。 雇用も年率1%ずつ増加したものの、その雇用先の大部分は公共部門であった。 公共部門の拡大とそれによる財政支出の拡大は1980年代の財政赤字と公的債務の増加による経済危機に陥った。経済危機は中産階級にも波及した。所得の60%が課税され、失業率も20%まで上昇した。毎年恒例の海外移住は人口の1%に達し、財政赤字はGDPの15%までに達した。
1987年、フィアナ・フォイルは公共支出を削減し、競争を促進した。これにより、1990年代に入るとアイルランド経済初とも言われるほどの経済的な活況を呈し、これはケルトの虎と呼称された。インテルやマイクロソフト、Appleなどのアメリカ企業の欧州進出に伴い、外資の進出に対して政府が税制上その他での優遇措置をとり、安価でなおかつ高い教育レベルの労働力を持ち、英語がネイティブ言語であるという条件により多くのアメリカ企業の欧州工場、欧州拠点がアイルランドに設置された。

### ケルトの虎 (1995年–2007年)
アイルランド経済は個人消費、外国からの直接投資、建設などの上昇の恩恵を受けた。1987年、頻発するストライキ対策として政労使の三者による社会評議会が置かれ、企業と労働者との間に自主的な「賃金協定」が締結されたことにより、ストライキは大幅に減少した。
国内総生産は、2001年には6%、2004年に4%の伸びで、比較的に安定しており、高成長と高インフレ（2005年には年率4,7%）を常態化した。ダブリンの不動産市場は他の国と比較して不動産の価格が高かった 。
一人あたりの国内総生産では、アイルランドは経済協力開発機構加盟国の中で4位であり、OECDとEUの中で最も豊かな国の一つである。しかし2010年になると、近年の飛躍的な経済成長にもかかわらず、10位であり、OECD平均を下回った 。2005年、英「エコノミスト」誌による調査では、アイルランドは生活の質が最も高い国であるとした。

### 経済危機
2008年には国内銀行が国内総生産の10倍に上る負債を抱えて破綻したが、アイルランド政府は、銀行の預金者を救済しなかった。この銀行危機は国家破綻につながり、2010年には国際市場での資金調達を中止した。しかし、信用不安が止まらず、2010年11月には、国際通貨基金とEUが協力して緊急融資制度を欧州ではじめて利用した。額は最大で10兆円ほどとなる。2011年2月の総選挙では、長年の長期政権を担ってきたフィアナ・フォイルが大敗した。職を求めて、海外への移民となるアイルランド人が増加している。その後、アイルランドは債務返済に取り組んで、2013年6月には、今年中に支援からの脱却が可能との見通しもされた。しかし、2013年10月には、成長率予想が下方修正されるなど、依然として回復基調に至っていない。
2016年8月、Appleが不当に課税を免れているというアイルランド当局の訴えにより、欧州委員会が未払い分130億ユーロの支払を命令した。本件については日本でも追及がなされた。

## インフラ
アイルランド経済に関するインフラストラクチャーは地域による差が大きい。アイルランド島の東岸においては、南北に走るM1モーターウェイに代表されるように道路網が発達している。バイパスや複数車線を有する輸送用道路なども存在している。しかし国内の他の地域においては近代産業に必要な水準に満たない道路が多い。
国内全体の道路網はダブリンを中心として他の大都市へと伸張している。ダブリンを通過しない主要道が一つだけ存在し、これはコークからリムリック、ゴールウェイ、スライゴを通過してドニゴールへと至る。現在道路整備が政府の計画に従って進められている。
しかしながらダブリン都市圏においては爆発的に増大する人口と自家用車所有率の上昇に道路整備が追いつかず、都市圏の郊外への拡大に伴い、殆どの幹線道路では朝夕の渋滞が慢性化・常態化している。特にアイルランド西部からダブリンに入る道路群と、環状道路であるM50道路との交差ポイントにおいては交通麻痺に近い状態となっており、現在さまざまな改善対策が図られようとしている。この慢性的渋滞には、公共交通インフラが殆ど定時性に欠けるバスしかないという事情と、それに伴う自家用車による通勤などの割合が他の欧州の大都市に比べて非常に大きいことが原因とされている。
ダブリン周辺にはライトレール（ルアス）、ダブリン・ポート・トンネル、M50モーターウェイ、ダブリン空港、通勤鉄道、郊外鉄道（DART）が存在する。鉄道網についてもダブリンを中心点として整備されている。

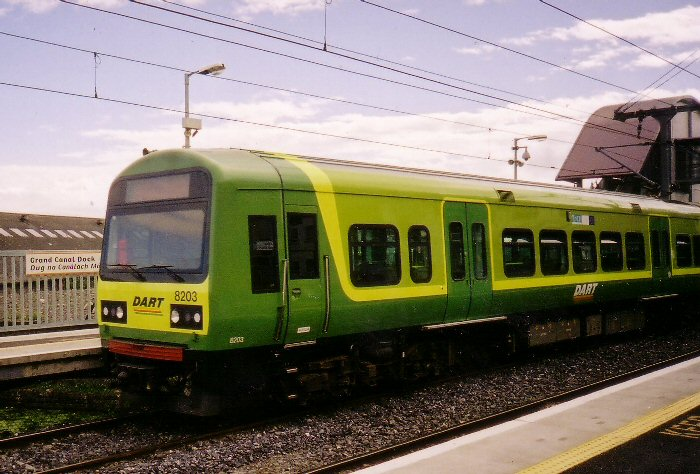
ダブリン高速輸送（DART）
ダブリンの交通環境は現在も整備が進められている。

アイルランドの鉄道は半国営会社であるアイルランド鉄道 (Iarnród Éireann) により経営されており、9つの主要路線および、DARTに代表される地域通勤鉄道により構成される。その持株会社であるCIÉ (Córas Iompair Éireann) は貨物輸送も扱っているが、近年では新規営業が開始されることはほとんどなくなった。いくつかの都市では港湾への直接乗り入れが行われているが、2003年にスライゴ港の鉄道設備が撤去されるなど利用は減少傾向にある。これは鉄道の輸送能力が低く、遅延や混雑が日常化している為である。地方には利用者数が減少して経営が危ぶまれている路線も存在する。1990年代から持続する経済成長を受けて、百年前の施設を未だ用いていた信号システムなどの一部設備の更新が進められている。
アイルランド国内には合計36の空港が存在する。その内の3つ、ダブリン空港、シャノン空港、コーク国際空港は比較的規模が大きく、国際路線はこの3つを中心に利用される。国内の航空会社にはエアリンガス、ライアンエアー、エアーアラン、シティージェットなどが存在する。主要港はロスレア港、リメリック港、ダブリン港、コーク港、ウォーターフォード港である。ブリテン島との間には定期フェリーが運航しており毎日多くの乗客が利用している。
低水準にあった通信ネットワークについても改善が進んでいる。2004年度には全家庭、企業の半数でブロードバンドが利用可能となっており、これは全地域の15%にあたる。ただし費用が比較的高額なため利用は進んでいない。利用範囲は電話網の設備改善により劇的に進む可能性がある。現在電話網の75%は回線がブロードバンドに対応しておらず、以前にアイルランドにおける電話・通信を支配していたEircomはあまりに古すぎる設備の悪化に対応仕切れていない。携帯電話市場には3、O2アイルランド、メテオール・モバイル・コミュニケーション、ボーダフォン・アイルランドの4つのプロバイダが存在する。電気は電力供給公社（Electricity Supply Board）により運営されている。ガス・ネットワークについては拡大傾向にある。

## 自然資源

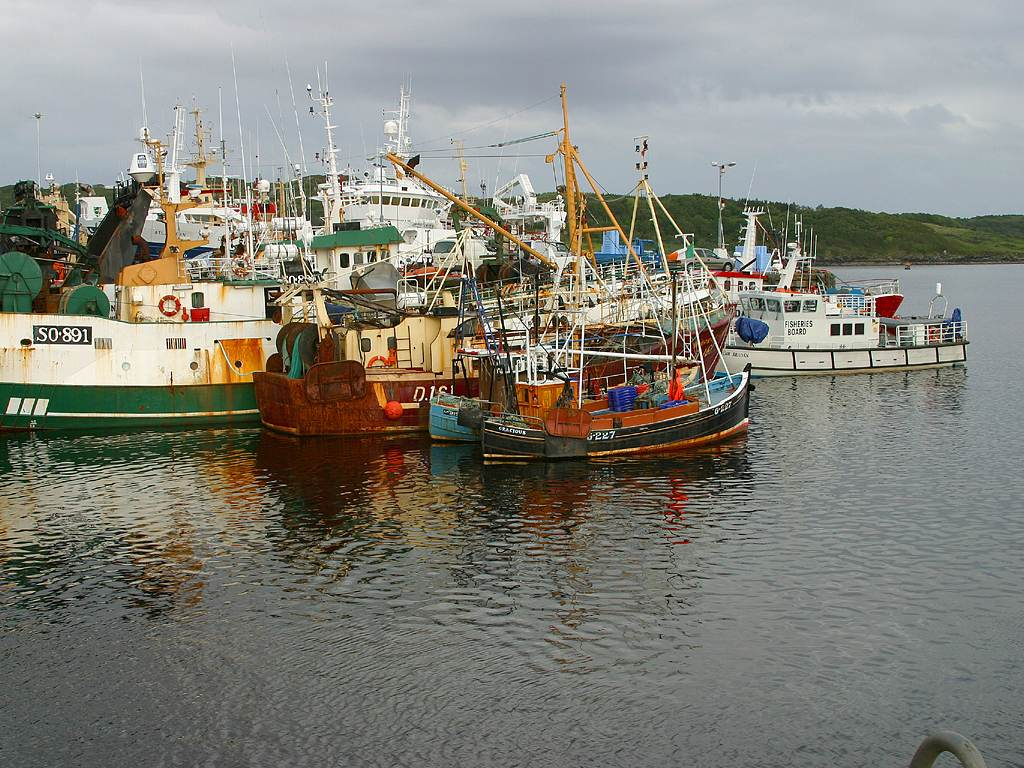
ドニゴール県のキリーベグス港
アイルランド有数の漁港であったが、タラを中心とした乱獲により漁業の衰退が進んでいる。

アイルランドにおける経済資源の中核をなすのは肥沃な土壌である。中部および南部には農業に適した土地が広がり、松を中心とした森林が点在している。河川においては鮭や鱒などが収穫されるが長年の乱獲によって減少してしまい、未だ回復していない。
鉱物資源としては、鉛、石灰岩、石膏、亜鉛などが採掘されている。この他には銅、銀、金などが少量ではあるが存在する。中部においては大量の泥炭を採掘することができるが、近年では湖沼保護の観点から利用は減少している。
島の南岸および西岸沖の海底には大規模なガス田が存在し、その規模は確認埋蔵量9.911bnm3にも上る。

## エネルギー
アイルランドでは他の先進国と同様に化石燃料を主要エネルギー源として用いている。一次エネルギー源の98%は石炭、石油、泥炭、天然ガスを燃焼させることで生み出されている。このような化石エネルギーへの過度の傾斜により国際原油価格の変動に対して脆弱であると指摘されている。
再利用可能なエネルギーとしてはエアトリシティおよびヒベルニア・ウィンド・エネルギー（Electricity Supply Boardの子会社）などが風力発電施設を保有しており、2005年度には30万戸の電力を供給できるほどの規模を誇っている。更なる風力発電施設の建設が計画されており、2010年までに全供給量の10%を風力発電によりまかなうとのEUの計画を超過する見込みである。シャノン川、リフィー川、リー川などには水力発電所が、コークおよびダブリン周辺には地中ガスを利用した発電所が存在する。
政府の発表によると、アイルランドは風力資源の輸出国となる予定である。しかしながら、エネルギー問題専門家のGarrad Hassanはアイルランドと気象条件の似るブリテン島でも風力発電が可能であることから、風力発電由来の電力の輸出はそれほど進まないであろうと述べている。電力の一時貯蔵技術の発展、風力発電の安定化などにより将来的には全体の内13.2%の電力を風力発電によりまかなう予定である。

### 統計

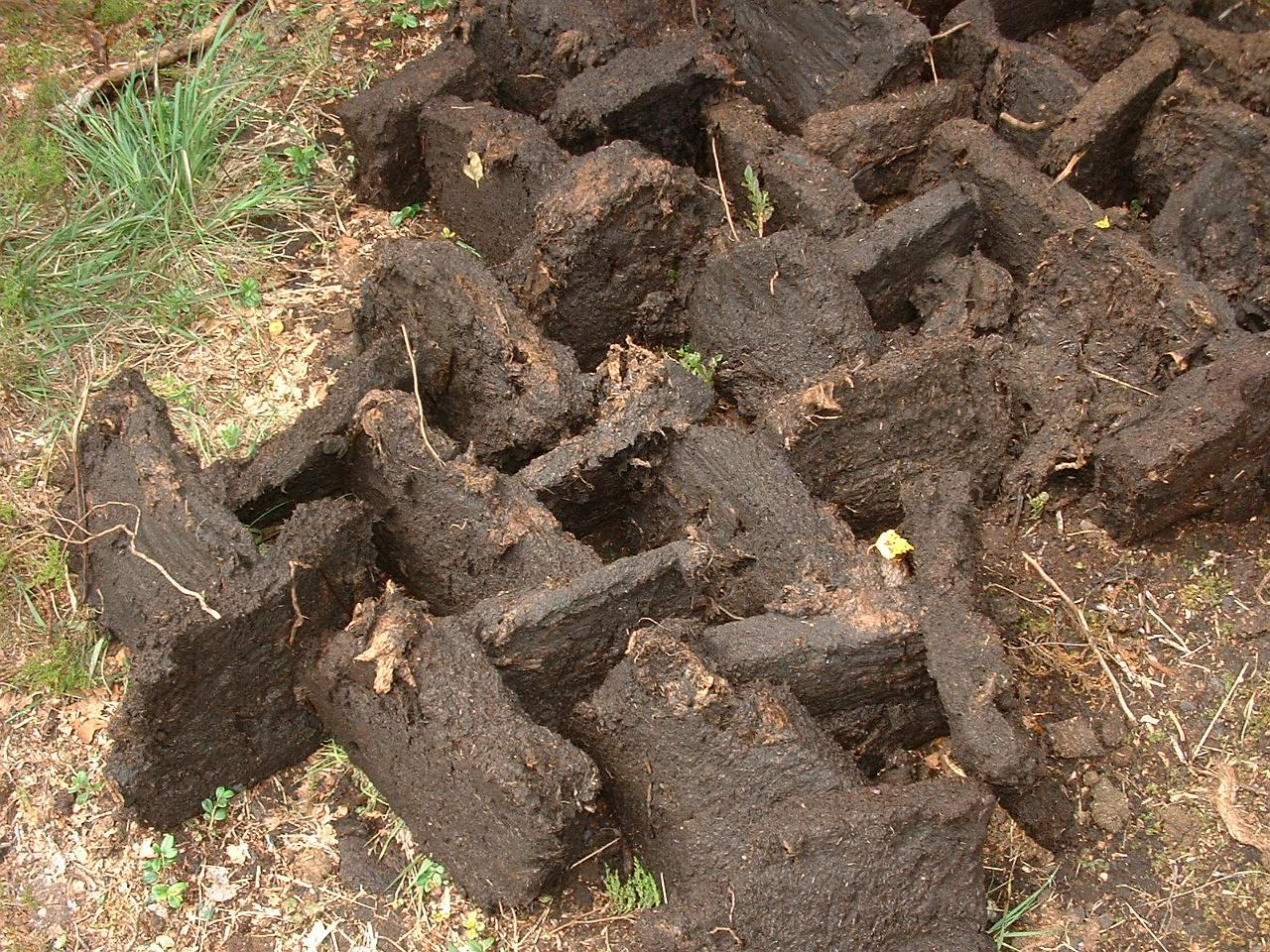
泥炭
歴史的にアイルランドのエネルギー源として広く利用されてきた。

- 電力供給量: 23,530 GWh（2001年度）
- 資源ごとの電力供給量: 化石資源: 94.12%、水力: 4.63%、原子力: 0%、その他: 1.25%（1998年度）
- 電力消費量: 21,630 GWh (2001年度)
- 電力輸出量: 285 GWh (2001年度)
- 電力輸入量: 38 GWh (2001年度)
- 石油輸入量: 174,400 バレル (27,730 m³/day) （2001年度推定）
- 自然ガス生産量: 8.15億 m³ (2001年度推定)
- 天然ガス消費量: 4.199 km³ (2001年度推定)
- 天然ガス確認埋蔵量: 9.911 km³ (2002年1月1日現在)

## 金融システム
アイルランドは欧州連合経済通貨同盟 (EMU) のメンバーであり、ユーロを通貨として採用している。金融分野ではビッグ4ともいわれるAIBバンク、アイルランド銀行、アルスター・バンク、ナショナル・アイリッシュ・バンクが支配している。近年では銀行にかわるシステムとしてクレジット・ユニオンが広まるようになった。
ダブリンには証券取引所のISEQが存在するが、規模が小さいため多くの企業がAIM、FTSE、NASDAQにも上場している。
保険業界は一握りの外国企業が独占しており、自動車保険などの保険料は概して高額である。
EMUのメンバーであるアイルランド中央銀行には政策金利を決定する権限はなく、欧州中央銀行の決定に依存している。ドイツとフランスの不況を反映して、現在欧州中央銀行は非常に低い利率を採用しているため、好況下のアイルランドでは物価上昇が目立ち、不動産にはバブルの兆候もみられる。現在の家屋の平均価格は220,000ユーロである（1973年には9,000アイルランドポンド＝11,430ユーロ） 。

### 統計
- 外貨・金準備額:　41.52億ドル（2003年度）
- 交換レート（米1ドルあたりのアイルランド・ポンド：）　0.9865 (2000年1月)、0.9374 (1999年)、0.7014 (1998年)、0.6588 (1997年)、0.6248 (1996年)、0.6235 (1995年)
- 交換レート（米1ドルあたりのユーロ：）　0.7819 (2004年度)

## 経済関係

### アメリカ合衆国
2003年度におけるアイルランド共和国とアメリカ合衆国との間の貿易額は前年より40億ドル増加し330億ドルとなった。その内訳はアメリカからの輸入額が10億ドル増加し77億ドル、輸出額は1997年から5倍にも増加し257億ドルである。貿易収支は150億ドルの黒字となった。輸入品には電気製品、コンピューター、周辺機器、医薬品など、輸出品はアルコール飲料、化学製品、電気機械類、繊維、衣服、ガラス製品などがあげられる。
アメリカ合衆国からアイルランドへの海外直接投資 (FDI) は1980年代から現在に至まで順調に増加している。これらの投資によってアイルランドの産業、雇用は劇的に改善した。アイルランドへの主な投資元企業にはインテル、デル、IBMなどが存在する。2005年の時点では600社もの企業がアイルランドにおいて活動しており、これにより生み出された雇用数は10万以上になると推計されている。アイルランドはEU市場で販売する製品の生産地として最適であると見なされている。この理由としては、高い教育レベルと労働スキル、英語圏であること、比較的低い賃金などがあげられる。アイルランド政府はアメリカの企業の誘致を進めるために、資本補助、税金優遇策など様々な刺激策を採用している。

### EU
1973年に欧州連合 (EU) に参加して以来、アイルランドは欧州との経済的結びつきを深めるようになった。現在は経済通貨同盟のメンバーでもありユーロを通貨としている。多くのアメリカの企業がヨーロッパにおける本社をアイルランドにもうけている。アイルランドの貿易相手国の大半はEU内諸国であるが、イギリスとの貿易量が最も大きい。アイルランドの主な輸出品は牛肉、コンピュータ（デル、ヒューレット・パッカード、Appleが工場を保有している）、ソフトウェア（オラクル、マイクロソフトなど）などである。輸入品には自動車、機械、トラック、鋼鉄、石油および一般消耗品があげられる。
EUからは農業分野において補助金が支給されている他、道路建設の予算が配分されている。政府の予算からみるとアイルランドはEU内において二番目に裕福な国家であるが、EUにおける補助金の収支では大きな恩恵を受けている。EU内における自由労働権に基づいて、ラトビア、ポーランド、エストニアなどEUへの新規参加国からは多くの労働者がアイルランドへと移住している。
ITバブルのときから外資が流入し、アイルランドの経済を発展させた。

## 富の配分

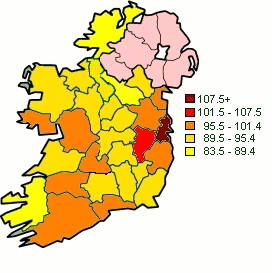
州ごとの平均所得

アイルランド政府は累進課税を採用することで一定のレベルで富の再分配を実行している。しかし失業者層を含めた経済格差は他のヨーロッパ諸国に比べて大きい。富裕層はダブリン東部に居住する傾向がある。
ダブリン市内には明らかに貧困層が住むとわかる地区がいくつか存在する。このような地区においては肉体労働に従事する移民や、失業者が多く住んでいる。アイルランドの最低賃金は18歳以上のフルタイム勤務においては一時間あたり8.65ユーロと定められている。2004年度における失業者への社会保障給付金は一週間あたり134.80ユーロが支払われていた。
他のヨーロッパ諸国と異なりアイルランドでは個人の土地所有率が高い。家屋の所有率は80%にも上る。賃貸が一般的であるヨーロッパの大陸諸国および公有政策が実行されていたイギリスと著しい対照をなしている。

### 統計
- 家計収入、支出: 最低10%: 2% 最高10%: 27.3% （1997年）
- 人口あたりGDP（2008年度）： $42,539
- 貧困層（1997年度）： 10%
- 失業率（2004年度）： 4.3%